# 梅貝爾 (科羅拉多州)
梅貝爾（英語：Maybell）是位於美國科羅拉多州莫弗特縣的一個人口普查指定地區。

## 地理
梅貝爾的座標為40°31′02″N 108°05′10″W / 40.51722°N 108.08611°W，而該地最高點為海拔高度1805米（即5922英尺）。

## 人口
根據2010年美國人口普查的數據，梅貝爾的面積為1.30平方千米，當中陸地面積為1.30平方千米，而水域面積為0.00平方千米。當地共有人口72人，而人口密度為每平方千米55人。